# Grafschaft Isenburg-Ronneburg
Die Grafschaft Isenburg-Ronneburg (auch Ysenburg-Ronneburg, Ysenburg-Büdingen-Ronneburg, Ysingen-Ronneburg; seltener: Isenburg-Kelsterbach) war ein Territorium des Heiligen Römischen Reichs. Sie entstand nach einer Erbteilung der Grafschaft Isenburg-Büdingen zwischen 1511 und 1523 und existierte bis 1601. Residenz war die Burg Ronneburg bei Büdingen, die in dieser Zeit wesentlich erweitert wurde.

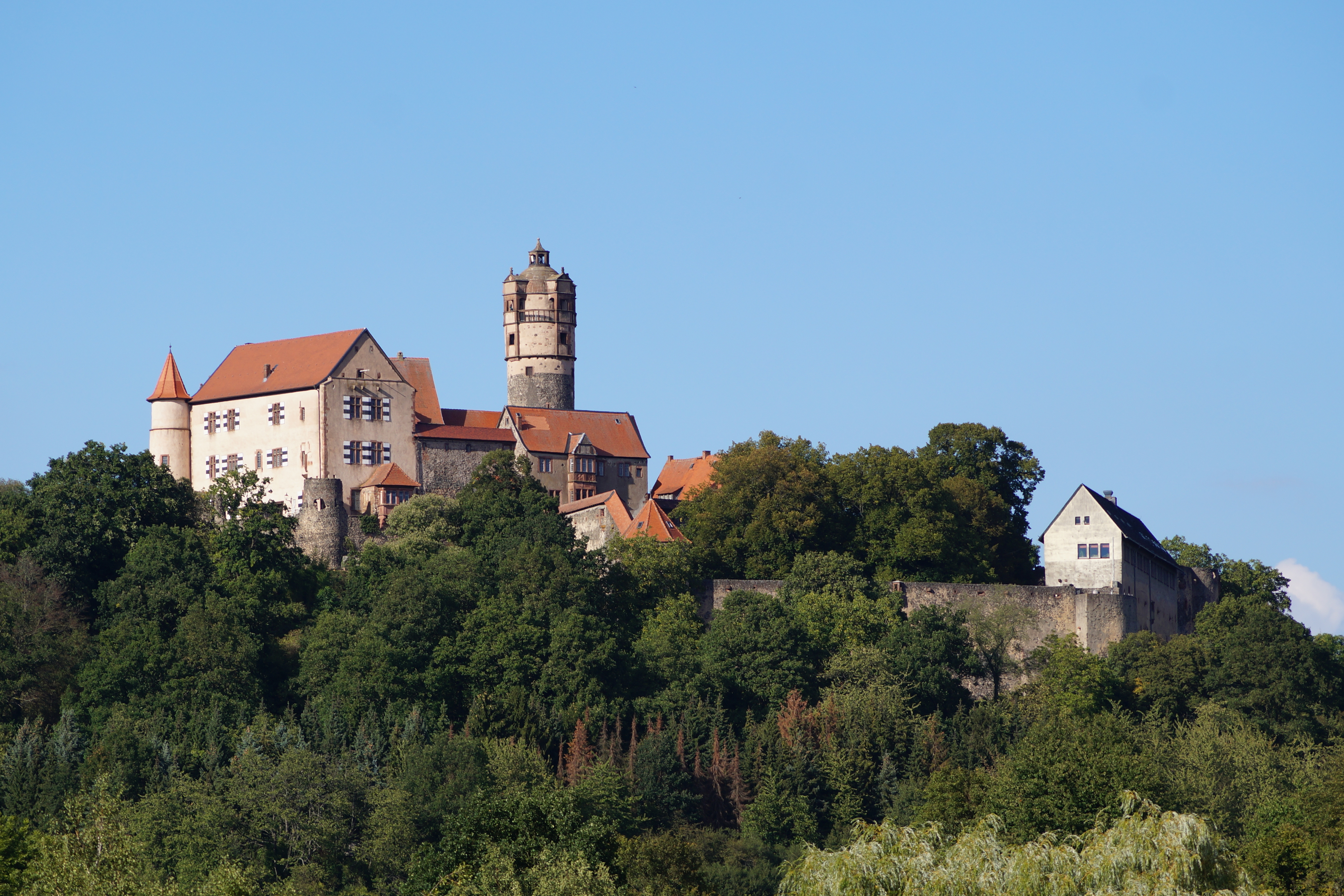
Hauptresidenz der Teilgrafschaft war die Burg Ronneburg, die in dieser Zeit die meisten Umbauten erfahren hat.

## Geschichte

### Vorgeschichte
Die Herrschaft Isenburg erreichte im 15. Jahrhundert unter Diether I. (1408–1461) und Ludwig II. (1461–1511) einen Höhepunkt ihrer Macht. Die Gründe dafür liegen zum einen in einer strikt befolgten Primogenitur, während die umliegenden Wetterauer Grafschaften zunehmend durch Teilung zerstückelt wurden; zum anderen erlangte Diether I. durch die Heirat mit Elisabeth von Solms 1409 Anwartschaften auf falkensteinische Anteile der Münzenberger Erbschaft. Die Anwartschaft bezog sich auf die Burg, Stadt und den Wildbann Dreieich sowie Anteile an dem wetterauischen Amt Assenheim. 1442 wurde Diether I. in den Reichsgrafenstand erhoben. Auch aus der Mainzer Stiftsfehde, in der Ludwig II. als Verbündeter seines Bruders Diether von Isenburg auftrat, konnte die Grafschaft aufgrund der geschwächten Mainzer Position später Vorteile ziehen: So kam zunächst die Burg Bracht in Isenburger Besitz (wurde aber nicht wieder aufgebaut), später übertrug Diether I. seinem Bruder auch die Ronneburg und das dazugehörige Gericht Langendiebach.

### Entstehung der Teilgrafschaft
In seinem Testament von 1488 hatte Ludwig II. seinen ältesten Sohn Philipp als Alleinerben bei gleichzeitiger standesgemäßer Abfindung der übrigen Söhne vorgesehen. Schon in den letzten Regierungsjahren zeichnete sich ab, dass Philipp krankheitsbedingt zu regieren nicht in der Lage war. Vielleicht deshalb wurden die jüngeren Söhne Diether II. und Johann nicht mit geistlichen Ämtern versorgt – was aber auch in benachbarten Territorien im Vorfeld der Reformation zunehmend vorkam. 
Ab 1511 führten Diether II. und Johann die Regierung gemeinsam. 1517 kam es aufgrund von Meinungsverschiedenheiten zu einem Erbbrudervertrag (faktisch eine Realteilung), der 1518 von Kaiser Maximilian I. bestätigt wurde. Diether II. blieb ledig und verstarb 1521, wodurch eine Neuregelung der Teilung notwendig wurde. Philipp erhielt die Gerichte Langendiebach, Selbold, Gründau, Wächtersbach und Spielberg. Die jüngere (sogenannte Birsteiner) Linie unter Johann († 1533) erhielt die Gerichte Reichenbach, Eckartshausen, Wolferborn, Wenings sowie den isenburgischen Anteil am Landgericht Ortenberg. Die Linien nannten sich nach ihren Residenzen, den Schlössern Birstein (Isenburg-Büdingen-Birstein) und Ronneburg (Isenburg-Büdingen-Ronneburg, später Ysingen-Ronneburg). 

### Auseinandersetzung mit Isenburg-Büdingen-Birstein und Auflösung

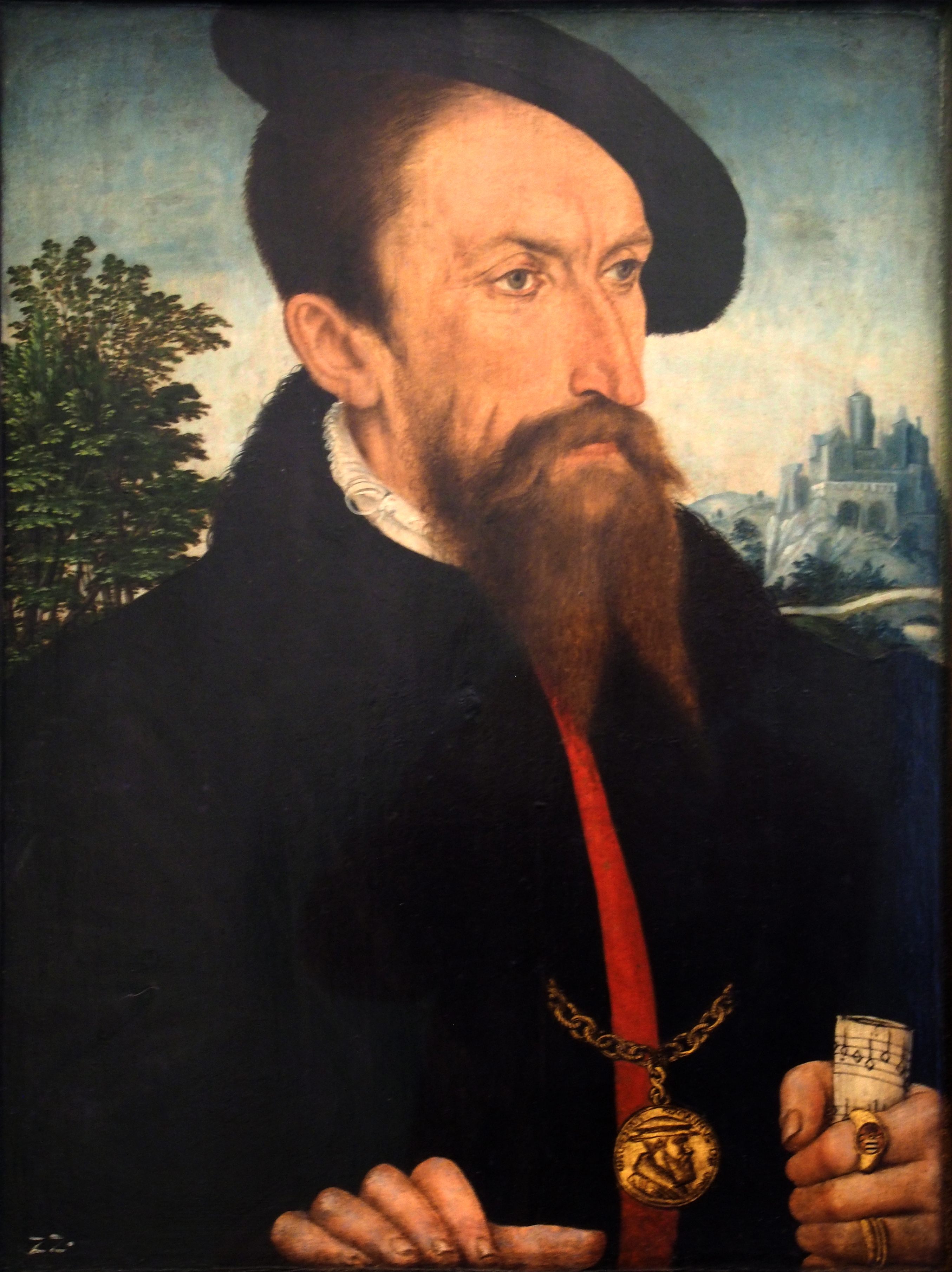
Anton von Ysenburg-Büdingen (1501–1560)

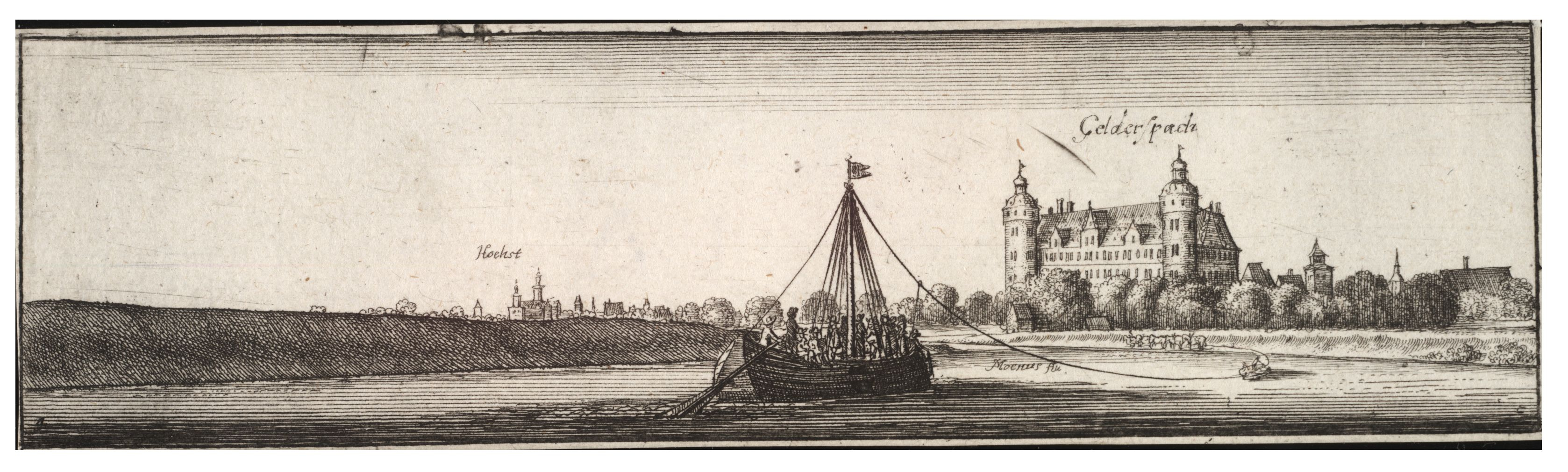
Die Wolfenburg bei Kelsterbach, Zeichnung von Wenzel Hollar

Stadt und Schloss Büdingen, der Büdinger Wald und die Dreieich wurden zunächst gemeinsam verwaltet. Unterschiedliche Einkünfte wurden durch Geldzahlungen ausgeglichen. 1529 wurde eine Teilung des Büdinger Schlosses und 1556 eine Teilung der Dreieich notwendig. Die Ronneburger Linie erhielt den westlichen, sogenannten Langener, die Linie Birstein den östlichen, Offenbacher Teil der Dreieich. Philipps Sohn Anton (1501–1560) wurde bereits 1518 an der Regierung seines Vaters beteiligt. Anton erkannte die Erbteilung offensichtlich nicht vollständig an, so dass die Regenten beider Landesteile zerstritten blieben. Im Schmalkaldischen Krieg stand Antons Vetter Graf Reinhard von Isenburg-Büdingen in Birstein auf der Seite der Landgrafschaft Hessen, da er am Kasseler Hof erzogen worden war. Anton stand, wie die meisten Angehörigen des Wetterauer Reichsgrafenkollegiums, auf der Seite des Kaisers. Er konnte aber die Lage Reinhards, der sich nach der Niederlage des Schmalkaldischen Bundes nur durch eine empfindliche Geldbuße rehabilitieren konnte, nicht zu seinen Gunsten nutzen. Durch die Einführung der Reformation konnten sich aber beide Landesteile erheblichen Kirchenbesitz verschaffen. So säkularisierte Anton die Klöster Selbold und Meerholz, Reinhard das Kloster Marienborn.
Nach Antons Tod verwalteten seine drei Söhne Georg, Wolfgang und Heinrich die Grafschaft Isenburg-Ronneburg zunächst gemeinschaftlich. 1566 wurde sie dann geteilt. Eine erneute, diesmal hälftige Teilung wurde nach dem Tod des ältesten Bruders Georg 1578 notwendig. Auf Graf Heinrich geht die letzte Blütezeit der Ronneburg zurück. Er ließ Baumaßnahmen durchführen, um die mittelalterliche Burg in eine standesgemäße Residenz im zeitgenössischen Stil der Renaissance zu ergänzen.
Graf Wolfgang, der erste zum Calvinismus übergetretene Wetterauer Graf, erhielt die Gebiete südlich des Mains mit dem Amt Langen. Auch er errichtete mit hohem finanziellem Aufwand eine Residenz in Kelsterbach, die sogenannte Wolfenburg. Die daraus resultierenden Schulden und die anhaltenden Auseinandersetzungen mit der Birsteiner Linie ließen Graf Heinrich 1601 das Amt Kelsterbach entgegen dem Erbbrudervertrag von 1517 und dem Reichslehnsrecht an Landgraf Ludwig V. von Hessen-Darmstadt für etwa 356.000 fl. verkaufen, ein für das Gesamthaus verhängnisvoller Schritt.
Da auch Wolfgang und Heinrich 1597 bzw. 1601 kinderlos starben, fiel der Besitz zurück an den einzigen Erben, Graf Wolfgang Ernst I. von Isenburg-Büdingen. Er erkannte den Verkauf des Amtes Kelsterbach an Hessen-Darmstadt nicht an. Es folgten jahrhundertelange Prozesse vor dem Reichskammergericht, die dazu führten, dass die Kaufsumme von der Landgrafschaft nicht bezahlt wurde. Von dieser hatte Hessen-Darmstadt ohnehin nur 100.000 fl. ausgezahlt, die letztlich auch noch zurückgezahlt werden mussten.

## Regenten
1. Philipp von Isenburg-Büdingen-Ronneburg (* 1467, † 1526, reg. 1518/21–26)
  1. Anton von Isenburg-Büdingen zu Ronneburg (* 1501, † 1560, reg. 1518–1560)
    1. Georg von Ysenburg-Ronneburg (* 1528, † 1577, reg. 1566–1577)
    2. Wolfgang von Ysenburg-Ronneburg (* 1533, † 1597, reg. 1566–1597 im Kelsterbacher Landesteil)
    3. Heinrich von Ysenburg-Ronneburg (* 1537, † 1601, reg. 1566–1597 im Ronneburger Landesteil, danach bis zu seinem Tod in der gesamten Grafschaft)

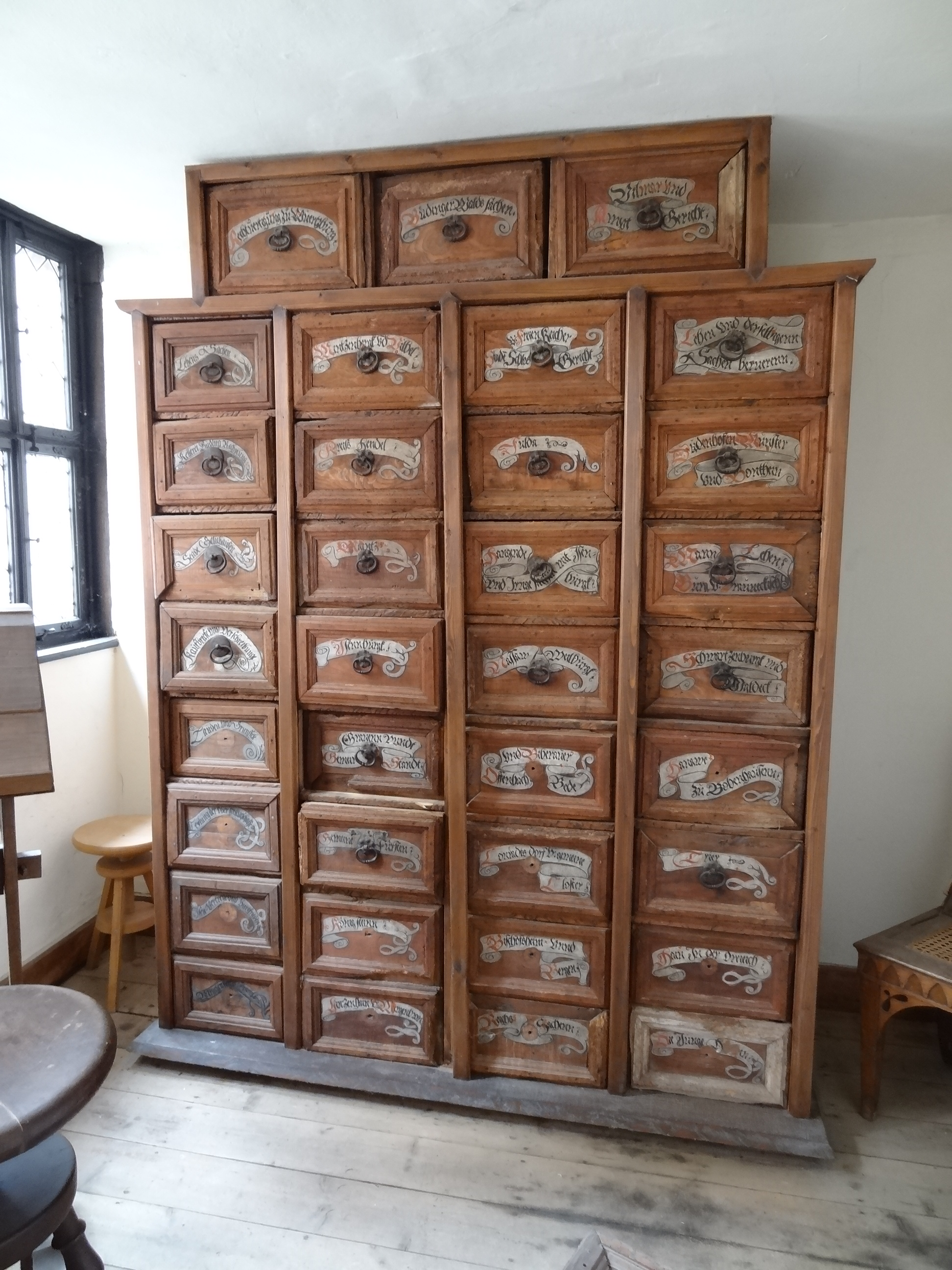
Archivschrank der Verwaltung auf der Ronneburg

## Territorium
- Gericht Langendiebach
- Gericht Selbold
- Gericht Gründau
- Gericht Wächtersbach
- Gericht Spielberg
- Stadt und Schloss Büdingen (anteilig mit Isenburg-Büdingen-Birstein, 1529 Realteilung)
- Büdinger Wald (anteilig mit Isenburg-Büdingen-Birstein)
- Wildbann Dreieich (anteilig mit Isenburg-Büdingen-Birstein, 1556 Realteilung in die Ämter Langen/Kelsterbach und Offenbach)